# Župnija Šentilj pod Turjakom
Župnija Šentilj pod Turjakom je rimskokatoliška teritorialna župnija dekanije Stari trg Koroškega naddekanata, ki je del nadškofije Maribor.